# Koolu
Koolu 是一個計劃，最早由 Andrew Greig 與 Jon "maddog" Hall 啟動，其目標在於提供一省電裝置的電腦，並使用 free- 和 open-source software等低成本軟體。在硬體上採用 AMD Geode 中央处理器。加拿大公司（Canadian Company）預先裝載（pre-loads）Ubuntu作業系統。

## 外部連結
- Koolu official homepage（页面存档备份，存于）
- Koolu community wiki